# だいすき!! ゆずの子育て日記
『だいすき!! ゆずの子育て日記』（だいすき ゆずのこそだてにっき）は、愛本みずほの漫画作品。ここでは続編の『ひまわり!! それからのだいすき!!』についても述べる。

## 概要
2005年「BE・LOVE」（講談社）にて連載が開始され、2012年まで連載された。単行本は全17巻。
「未婚の母」「知的障害者の子育て」を題材にしており、子育ての側面と知的障害者に対する偏見に関する内容をテーマにした漫画となっている。連載は4話掲載して、2 - 3か月の休載をするといったパターンで掲載されていた。
また、柚子の娘・ひまわりをメインとした続編『ひまわり!! それからのだいすき』が2012年10号から2016年8号まで「BE・LOVE」にて月一連載された。単行本は全11巻で刊行。
シリーズ完結後、「BE・LOVE」2016年16号に「それからの菊花ちゃん～ひまわり!! それからのだいすき～番外編」が掲載され、同じ知的障害でありながら愛娘ひまわりを全力投球で育てた柚子とは正反対に、男性関係にだらしない母親に捨てられ傷ついた菊花とひまわりに失恋した健太郎のセカンド・ラブが描かれた。この作品は『ぼくの素晴らしい人生』のコミックス第1巻に収録されている。
2008年1月17日から3月20日までTBS系木曜22時枠連続ドラマで、香里奈主演にてドラマ化された。

## あらすじ
軽度の知的障害を持つ福原柚子は、同じ作業所に通う恋人・沢田草介との間の子供を妊娠していた。しかし、その矢先に草介は交通事故で他界してしまう。周囲から「子育ては無理」と諭されるも柚子は子供を産んで育てていく決心をする。そこから、柚子の未婚の母としての日々が始まる。

## 登場人物
登場人物の姓の大部分は作者がファンである阪神タイガースの選手から付けられている。
また、メインキャラやそれに近い人間の一部の名に、花や果実、植物、自然に関する名称が用いられている場合がある。

### 柚子とその家族
福原柚子（ふくはら ゆず）
本作の主人公。軽度の知的障害者。誕生日は8月10日。続編『ひまわり!! それからのだいすき!!』では、「小麦の王国」の新店長・矢野と結婚して「矢野柚子（やの ゆず）」になった。
最愛の草介との子供であるひまわりを育てるため母として奮闘する日々を送る。当初、ベーカリー「小麦の王国」で働いていたが、後に旧店長・安藤の企画により「PIZZA HOUSE たんぽぽ」で働くようになる。
見た目で障害が分かりにくく、健常者に間違われる事もある。
甘い物が大好きで、作業所での経験からケーキやクッキーなどのお菓子作りが得意。しかし他の料理は苦手で、普段作る食事はカレーライスやシチューなどの、ルウを使う煮込み料理ばかり。
草介とは恋人という設定であり結婚はしていないが、続編『ひまわり!! それからのだいすき!!』のコミックスの人物紹介で初婚の夫である「小麦の王国」の新店長・矢野と「再婚した」という記述がある。
福原ひまわり（ふくはら ひまわり）
柚子と草介の間に生まれた娘。1月生まれだが、父親の草介が生前好きだった花にちなんで「ひまわり」と名付けられた。福原家で育てられており、15巻時点では中学1年生。柚子が他の母親とは違うということに気づいてはいるが、どんな時も自分のことを大切に思ってくれる母親を尊敬している。8巻からは友達の陽人に誘われて空手を習っている。気の強い一面があり、学校でいじめっ子の前川と喧嘩をすることもしばしば。算数が苦手。中学校では陸上部に所属している。
続編『ひまわり!! それからのだいすき!!』の主人公。他人の恋愛や結婚や積極的に応援するが、自分自身のことになると鈍感であったり、臆してしまったりする。
序盤、「障害」や「福祉」から離れたくてスポーツクラブに就職。職場の先輩・新井優也と愛し合って結婚を決意するが、障害者を忌避する新井の母親の偏見による猛反対と、自身が障害者の我が子を重荷と感じて結婚に後ろ向きだったこともあり、恋人の母親の反対、自分自身の自信のなさゆえに破綻した。終盤、障害者の母親に恋人が出来たことで捨てられた島本菊花に「偽善者」「良い子ちゃんぶっている」などと非難されるなど、誤解から敵視されることも少なくない。 幼馴染の陽人と愛し合い、妊娠して子供を胎内に宿しつつ結婚式を挙げた。
福原蓮（ふくはら れん）
柚子の弟で、ひまわりの叔父。
15巻時点では34歳。両親が柚子に過保護であり、自身で色々とこなさなければならない場面が多々あったため、ひとりで何でも出来るしっかり者に育っている。
姉の柚子を慕いながらも両親は知的障害を持つ姉にかかりきりになるため、なかなか自身が優先されたことのない反発はあった。
大学を卒業して福祉機器メーカーに勤務。大学時代からの恋人・夏梅と結婚した。
将来的に姉の面倒を見なければいけないと考え、夏梅とは結婚する意思はなかったが、夏梅の情熱に押されプロポーズした。
夏梅の両親から「姉が知的障害者であること」を理由に結婚の許しが出ていなかったが、7巻で結婚した。10巻で息子の葵が誕生。
続編『ひまわり!! それからのだいすき!!』では娘の彩芽もおり、2児の父になっている。
テレビドラマ版ではピアニストを目指している設定となっている。
柚子の母親
柚子と蓮の母親で、ひまわりの祖母。爬虫類が苦手。
当初は草介が無理矢理に肉体関係に及んだと思い込み、柚子に堕胎させようとしたが周囲に説得され出産を認めた。
娘である柚子に知的障害があると判り、そのように産んだ事に負い目があるため過干渉気味であり、過保護な言動が目立つ。
柚子を守っていかなくてはという想いが強いあまりに、特に彼女が異性と深く接する事や恋愛関連には厳しい。そのため息子の蓮には「子離れしろよ」と言われたことも。
しかし、基本的には愛情深く二人の子供を大切に思う母親である。
原作では名前が明らかになっていないが、テレビドラマ版では美代子という名前がつけられている。
柚子の父親
柚子の父親で、ひまわりの祖父。9巻で定年退職。
娘思いの優しい父親で、柚子が妊娠したと知るやいなやおもちゃを大量に買ってきたり、娘のビデオを段ボール箱いっぱい持っているなどの親馬鹿とも思える面が目立つが、親類同士での柚子の知的障害の原因捜しが発生した時には「柚子はおれたち2人の大切な娘だ。文句あるか!!」と啖呵を切る男らしい面もある。
テレビドラマ版では故人という設定。ドラマ内で蓮が夏梅の父と話した時及び美代子が医師に話していた時に癌で亡くなっていたことが明かされた。
亀ちゃん
草介の飼っていたペットの亀。現在は福原家で飼われている。ひまわりの成人後も健在で、そんなに生きているのかと矢野を仰天させた。

### 柚子とその家族の親類
沢田草介（さわだ そうすけ）
柚子の恋人でひまわりの父親。愛称「草ちゃん」。実質的なゆずの夫であるが、結婚直前に事故死したので法律上は他人。
天涯孤独の身の上であったため、柚子の妊娠は「自分にも家族ができる」と大喜びしていた。
柚子の妊娠を機に結婚して新居を探そうとしていた矢先、柚子の誕生日（8月10日）に交通事故に遭い、命を落としてしまう。遺体を引き取って弔った親戚がいるが、柚子の母、柚子、ひまわり、安西の4名がその親戚の家を訪れた際に「うちは関係ないから養育費は払わない」などと失礼な態度を取った。結果的に柚子はひまわり誕生後独立せずに実家に留まり、いわゆる「未婚の母」としてひまわりを育てることになった。
柚子が娘に名付けた「ひまわり」は彼が大好きな花で、交通事故に遭った際にも柚子に「ひまわりをプレゼントして欲しい」とリクエストされており、柚子への誕生日プレゼントとして買ったひまわりを持っていた。
福原夏梅（ふくはら なつめ）
蓮の大学時代からの彼女で、現在は妻。旧姓「藤川」。
蓮とは結婚を前提につきあっていたが、煮え切らない態度の蓮に詰め寄った際に蓮の姉が知的障害者であることと、柚子の面倒を見るために結婚する意思がないことを告げられる。
しかし、知的障害を理解するために柚子の通う「ワークセンターたんぽぽ」にボランティアに行き、その上で猛アタックをして蓮からのプロポーズを受けた。
両親の反対があったが、福原家での家族ぐるみのバーベキューを通じて両親の理解を得て、7巻で結婚。10巻で、息子の葵を出産した。
デパートで働いていたが、蓮との結婚により退職。その後も「ワークセンターたんぽぽ」でのボランティアを続けている。
福原葵（ふくはら あおい）
蓮と夏梅の息子。柚子の甥、ひまわりの従弟にあたる。10巻で誕生した。続編『ひまわり!! それからのだいすき!!』の終盤、柚子がひまわりと陽人の交際を明かした時は大学生になっていた。
福原彩芽（ふくはら あやめ)
続編『ひまわり!!それからのだいすき!!』で登場。
蓮と夏梅の第二子。柚子の姪、ひまわりの従妹にあたる。
初登場時には小学2年生。ひまわりの勤めるスポーツクラブのスイミング教室に通っている。

### ワークセンターたんぽぽ
安西真紀（あんざい まき）
柚子の通っている知的障害者通所授産施設「ワークセンターたんぽぽ」の支援スタッフ。結婚後は旧姓を通称使用しているが、戸籍上は「安藤真紀」である。
6巻からはワークセンターたんぽぽの隣にある障害者就業・生活支援センターのスタッフとして、柚子の子育てや生活全般を支援している。
蓮と並んで歩くと恋人に見えるくらいの外見だが実は独身で、柚子より1歳年上。12巻では37歳であると自ら語っている。
元々は保育士志望で福祉に関心は無かったが、知的障害者入所施設での実習がきっかけで福祉の道に進んだ。仕事一筋に生きていて、知的障害に対する行政等の無理解に当たるとぶち切れることが多い。
コミックス第15巻では、自身を理解して励ましてくれる「小麦の王国」の旧店長・安藤と結婚した。
続編『ひまわり!!それからのだいすき!!』では「ワークセンターたんぽぽ」の所長となり、柚子の支援からは離れ全国を飛び回る生活を送っている。
片岡幸子（かたおか さちこ）
旧姓「岩田」。過去に「ワークセンターたんぽぽ」に通っていたが、現在は就職しており、同僚の男性と交際していた。障害があることを理由に母親からは交際を反対されていたが、10巻で結婚した。
源（げん）
「ワークセンターたんぽぽ」に通う皆に「源さん」と呼ばれる中年男性。大阪育ちで、わざと転んで笑いをとるのが好き。
島本菊花（しまもと きっか）
続編『ひまわり!!それからのだいすき!!』で登場。
知的障害の母親を持つ美容師志望の18歳の少女。
母に恋人が出来ると捨てられ、母が恋人と別離し独りになると一緒に暮らす羽目になるという繰り返しであるため、その自身の境遇を恨んでいた。
自身と「実の母親が知的障害者」という共通点がありながら一見苦労知らずに見え、周囲に大切にされ幸せそうなひまわりを敵視していた。
ひまわりの掲示板にて彼女を偽善者呼ばわりし批判した「コロ」の正体。
陽人にひまわりと2人で話し合うよう言われ、思いをぶつけ合って自身の知らなかったひまわりの真実や想いを知り和解した。
母親に一緒に暮らしたいと言われるが、ひまわりに付き添って貰って面会した母親に同居を断る。
ひまわりに失恋した岡田健太郎を意識するようになる。
完結後の番外編『それからの菊花ちゃん～ひまわり!! それからのだいすき～番外編』でお互いに気になる存在である健太郎とのその後が描かれた。

### ひなぎく保育園
下柳
ひまわりが通う「ひなぎく保育園」の園長。知的障害に理解があり一緒に学んでいこうという姿勢で柚子に接している。
笹岡（ささおか）
ひまわりが通う「ひなぎく保育園」の先生でひまわりの担任。保育士歴15年のベテラン。

### つつじ野市立つつじ野小学校
野村陽人（のむら はると）
「ひなぎく保育園」でのひまわりの同級生。5月生まれ。現在はひまわりと同じ「つつじ野市立つつじ野中学校」に通っている。ひまわりとは小1 - 小3までは違うクラスだったが、小4からは同じクラス。空手を習っている。中学校では空手を辞め、野球部に所属している。
ひまわりのことは小3までは「ひまわりちゃん」と呼んでいたが、4年生になり前川にからかわれたことから「福原」と呼ぶようになった。両親が大阪出身であることから関西弁を話す。
続編「ひまわり!! それからのだいすき!!」で、長年の片想いを経てひまわりと結婚した。ひまわりが新井との結婚前提の交際が彼の母親の偏見による横槍とひまわり自身の後ろ向きな姿勢で破談になった際は新井に文句を言うも、母親を切り捨てても結婚したかったことを知り、ひまわりの想像以上に後ろ向きな姿勢に驚く。その後、手品の得意な看護師・健太郎に想いを寄せられたひまわりが逃げ腰なのを複雑な心境を押し隠して彼女の背中を押して自身の心の痛みより一番大好きな幼馴染の心を優先していた。終盤、幼馴染を脱却して恋人となり、最終回で結婚式を挙げた。
野村（のむら）
陽人の母親で柚子のママさん仲間。大阪出身。漫画では最後まで下の名前は命名されなかったが、ドラマでは陽子(ようこ)という名前がつけられている。
柚子に知的障害があるとわかったときには多少避けていたが、自分の偏見と東京の人が大阪出身の自分に持つそれとを重ね見てからは、その偏見を捨て柚子のことを「ちょっと天然が入っている人」程度に考える様になった。
野村の夫
2巻で初登場。柚子のことを話す妻に「あまり関わらない方が良い」と諭し、5巻では自宅に遊びに来た柚子・ひまわり親子への接し方に最初は戸惑いを見せるが、ひまわりと一緒に遊んでくれており、ひまわりが父親である草介の事を考えるきっかけとなっている。続編『ひまわり!! それからのだいすき!!』の最終回、陽人とひまわりの結婚式に1コマのみ登場した。若い頃はスポーツ刈りのようなヘアスタイルだったが、結婚式参列時には禿げており、陽人はひまわりに自分も将来禿げる可能性があると言っている。
緑井直子（みどりい なおこ）
「つつじ野市立つつじ野小学校」でのひまわりの1 - 3年生までの担任。趣味で漫画を描いている。
広澤（ひろさわ）
ひまわりの4年生時の担任。声が大きく情熱的な若い男性教師で、柚子とひまわりのことも気にかけているが2人は彼のことが苦手。
前川（まえかわ）
ひまわりのクラスメイト。いじめっ子で、ひまわりにちょっかいを出したりからかったりしている。母親はいわゆるモンスターペアレントで、息子に何かがあるとすぐ学校に怒鳴りこむ。柚子が連絡網を回すのを忘れたときに、彼女に障害があることを理由に連絡網からはずすよう学校に詰め寄るほどである。
林さくら（はやし さくら）
ひまわりの親友。いつも可愛く着飾っておりひまわりが羨ましがっている。優しい性格で知的障害児の陽子ちゃんにも進んで話しかけたり手伝ってあげたりしている。昔からの幼馴染ゆえに知っていた陽人を除き、最初に柚子の障害を知ることになっても態度が変わらなかった人物である。成人後もひまわりに恋愛アドバイスをしたりと、友情が続いている。
陽子（ようこ）
「つつじ野市立つつじ野小学校」のなかよし学級（特別支援学級）に在籍する知的障害児。ひまわりと同じクラブに所属している。

### ベーカリー「小麦の王国」
平田（ひらた）
柚子の同僚。娘のゆりは知的障害を抱えている。矢野曰く「柚子の保護者」。
藤本（ふじもと）
柚子の同僚。愛称「藤本ちゃん」。柚子の研修期間中に指導役を任されたが、短気な性格のため厳しく接することが多く、柚子は当初怯えていたが現在は昼食を一緒に食べるなど打ち解けている。
安藤（あんどう）
ベーカリー「小麦の王国」の店長。柚子の支援者であり友人の安西真紀とは両想いだが、互いに気持ちをうまく伝えられずにいた。
15巻で自身の大阪転勤を機に安西と結婚。
『ひまわり!! それからのだいすき!!』では、知的障害の両親に悩む健常者の兄妹を一晩安藤家で預かることになり、自宅に温かく迎え入れ、料理などを振る舞った。
矢野（やの）
前店長・安藤の大阪転勤により、16巻で赴任した新店長。
仏頂面で無愛想・無気力・無関心であり、面倒事は避ける傾向にあった。
バツイチで元妻と暮らす娘がいる。
柚子と恋仲になり、結婚した。
安定した生活を送るために働くことが大切だと思っていたが、仕事最優先で家庭を顧みないことに失望した最初の妻と娘に出て行かれてしまい、離婚した経験がある。
恋心を自覚せぬまま本能で暴走する柚子の行動により、周囲の憶測による誤解などを経ていくうちに柚子を愛するようになった。
ひまわりが足を骨折した際、草介のようにいなくなるとパニックに陥った柚子を「娘さんが苦しんでいるんだ。あんたがしっかりしろ、母親だろ。」と叱責して諭した。そのような一件もあり、柚子の母親は態度を軟化させた。
ひまわりの義父ではあるが「お父さん」と呼ばれたことはなく、「矢野さん」と呼ばれている。

### アパート「古楓荘」の住人
清水隆（しみず たかし）
柚子とひまわりの住むアパート「古楓荘（こふうそう）」102号室の住人。26歳。テレビ制作会社に勤務しており、殆ど帰ってこない。12巻で部屋を開けようと鍵を出したところで睡魔に負けて行倒れのように爆睡していたため、柚子とひまわりに部屋に運ばれた。2人のことを知り、結婚相談室「ルビナス」の取材をする。当初はADだったが現在はディレクター。人使いの荒い安西に撮影係として使われてしまう。
渡辺三郎（わたなべ さぶろう）
103号室に住む浪人生。
医者一家に生まれ育ち自身も医学部を目指していたが三浪。
柚子の詐欺被害を担当した弁護士・和田香代子に出会ったことがきっかけで、弁護士を目指し法学部の受験を決意する。
外見は老けて見えるが、実は20歳。
続編『ひまわり!! それからのだいすき!!』では上司となった和田と共に同僚に騙された知的障害の男性のために行動し、助けた。
能見（のうみ）
201号室の住人。
柚子に何度か寝入り端を邪魔されたりしたが、当初から同じアパートの住民としてごく普通に接している。
夜の仕事のために濃いメイクをしているが、素顔は眉毛が無い。

### その他の登場人物
中田慶彦（なかた よしひこ）
柚子の同級生で、小学校時代に柚子をいじめていたことがある。若くして脳梗塞にかかり左半身が不自由。
勝川（かつかわ）
柚子を担当するベテランの保健師。当初は「柚子に子育ては無理」と反対していた。
しかし、その後は知的障害のある母親でも子を通わせる事が出来る保育園を探したり、安西や柚子の母親に他の知的障害のある母親の姿を見せたりするなどして、柚子の子育てを支援している。
久保田（くぼた）
柚子の家事を手伝っているヘルパー。
和田香代子（わだ かよこ）
詐欺被害に遭った柚子を担当した弁護士。
続編『ひまわり!! それからのだいすき!!』では部下となった渡辺三郎と共に同僚に騙された知的障害の男性を助けた。
新井優也（あらい  ゆうや）
続編『ひまわり!!それからのだいすき!!』で登場。
ひまわりの最初の職場、スポーツクラブSUNSUNでの先輩。後に恋人となり、結婚前提の付き合いとなる。
父親は学生時代に他界し、母・翔子に女手一つで育てられる。
かつては水泳のオリンピック強化選手であったが、体育大学在学中に肩の故障により辞退。それ以来絶望し荒れた生活を送るが、障害者スポーツに魅了され、障害者スポーツ指導員の資格を取得し、ボランティアとして関わることを決意した。
ひまわりの母である柚子が知的障害者である事を理由に、障害者に偏見を持つ母・翔子がひまわりとの交際に極めて強く反対し、それが大きな障壁の一つとなり破局。
終盤では、東京パラリンピックに出場する選手のコーチとなっている事が明かされた。
新井翔子（あらい しょうこ）
続編『ひまわり!!それからのだいすき!!』で登場。
新井優也の母親。夫と死別したため、女手一つで優也を育てた事を誇りに思っている。
障害者に対して偏見があるが故に、優也の恋人であるひまわりの両親が知的障害者と知り、結婚前提の交際を強く反対し、ひまわりに強く当たる。優也の反発により二人の交際を許す事も考慮したが、最後まで受け入れることは出来なかった。
岡田健太郎（おかだ けんたろう）
続編『ひまわり!!それからのだいすき!!』で登場。
小児病棟の看護師。幼い頃、障害者に暴力をふるわれたことがトラウマになり、障害者と知ると恐れて避けたりしていた。ひまわりの母・柚子のことを知って、ひまわりを傷つけてしまったと自責の念を抱いたことを機に彼女に惹かれるが最終的に失恋する。時折、ピエロに扮して手品を披露する。完結後に気になる存在になった菊花とのその後を描く番外編が描かれた。

## 単行本
- 愛本みずほ『だいすき!! ゆずの子育て日記』 講談社〈BE・LOVE KC〉 全17巻
  1. ISBN 4-06-319166-4
  2. ISBN 4-06-319181-8
  3. ISBN 4-06-319199-0
  4. ISBN 4-06-319207-5
  5. ISBN 4-06-319217-2
  6. ISBN 4-06-319228-8
  7. ISBN 4-06-319238-5
  8. ISBN 978-4-06-319251-3
  9. ISBN 978-4-06-319261-2
  10. ISBN 978-4-06-319270-4
  11. ISBN 978-4-06-319281-0
  12. ISBN 978-4-06-319290-2
  13. ISBN 978-4-06-380304-4
  14. ISBN 978-4-06-380319-8
  15. ISBN 978-4-06-380326-6
  16. ISBN 978-4-06-380341-9
  17. ISBN 978-4-06-380360-0

- 愛本みずほ『ひまわり!! それからのだいすき!!』 講談社〈BE・LOVE KC〉 全11巻
  1. ISBN 978-4-06-380361-7（2012年9月13日発売）
  2. ISBN 978-4-06-380377-8（2013年2月13日発売）
  3. ISBN 978-4-06-380391-4（2013年6月13日発売）
  4. ISBN 978-4-06-380407-2（2013年10月11日発売）
  5. ISBN 978-4-06-380421-8（2014年3月13日発売）
  6. ISBN 978-4-06-380435-5（2014年7月11日発売）
  7. ISBN 978-4-06-380456-0（2015年1月13日発売）
  8. ISBN 978-4-06-380469-0（2015年5月13日発売）
  9. ISBN 978-4-06-380482-9（2015年9月11日発売）
  10. ISBN 978-4-06-380494-2（2016年2月12日発売）
  11. ISBN 978-4-06-394511-9（2016年7月13日発売）

## テレビドラマ
『だいすき!!』は、2008年1月17日から3月20日まで毎週木曜日22:00 - 22:54に、TBS系で放送された。全10話。
TBS系列局が無い秋田県では日本テレビ系列の秋田放送で2010年に放送された。
主演の香里奈は今作が連続ドラマ初主演となり、役作りのために髪をショートカットにした。
本作は、2002年4月開始のカネボウ木曜劇場を含めて6年間続いた木曜22時枠の連続ドラマの最終作品となった。2008年4月からバラエティ番組に変更される。

### キャスト

#### 福原家
- 福原柚子 - 香里奈（幼少期：松元環季）
- 福原蓮（柚子の弟） - 平岡祐太
- 福原ひまわり（柚子と草介の間に生まれた娘） - 星野莉音（第1話）、松本春姫（第2 - 4話、2歳時）、佐々木麻緒（第4話以降、5 - 7歳時）
- 福原美代子 - 岸本加世子
柚子と蓮の母で、ひまわりの祖母。夫が亡くなった後は和菓子屋に勤めながら、女手一つで柚子と蓮を育てていた。柚子が妊娠し出産した後、柚子と孫（ひまわり）を心配ながら温かく見守るが、入院してしまう。

#### 沢田家
- 沢田琴音 - 福田沙紀
ドラマオリジナルの登場人物。草介の妹。幼いころに両親を亡くし施設で育つが、突如、施設を出てきて福原家に現れた。柚子の母・美代子の計らいで福原家に住む。いつも知的障害者に対する偏見に対して憤りを露わにするが、その度に美代子にたしなめられる。
その後、福原家を出てパチンコ店員やOLとして1人で自活する。よく福原家に来ては柚子たちの手助けをする。最終回で、安西に誘われワークセンターへ就職する。
- 沢田草介 - 中村俊介（特別出演）

#### ワークセンターたんぽぽ
- 安西真紀（ワークセンターたんぽぽの支援スタッフ） - 紺野まひる
- 岡本拓也（ワークセンターたんぽぽで働く支援スタッフ、ドラマオリジナルの登場人物） - 蓮ハルク

#### 保育園
- 下柳（ひまわりが通う保育園の園長） - 音無美紀子
- 笹岡俊哉（ひまわりの担任保育士） - 田中幸太朗

#### その他
- 勝川節子（保健師） - 余貴美子
- 野村陽子（柚子のママさん仲間） - MEGUMI

柚子の初めての健常者の友人。
- 野村芳樹（陽子の夫） ‐ 顔田顔彦
- 藤川夏梅（蓮の恋人） - 臼田あさ美
- コンビニ店員 - おかやまはじめ
- ハローワーク職員 - 桜井聖
- 田中清一郎（美代子が勤める和菓子屋の主人） - 相島一之
- 田中桃花（清一郎の娘） - 近野成美
- 河合（柚子が勤めるパン屋の店主） - 三上市朗
- 池田京子（偶然ひまわりを見つけた転校生の母） - 池田貴美子
- 藤川啓祐（夏梅の父） - 小野寺昭
- 柚子に水を売った女 - 松田真知子

### スタッフ
- 監修 - 社会福祉法人全日本手をつなぐ育成会
- 脚本 - 渡辺千穂、篠崎絵里子、荒井修子
- 音楽 - 近藤由紀夫、小西香葉
- 演出 - 竹村謙太郎、堀英樹、塚原あゆ子
- 技術協力 - フォーチュン
- 美術協力 - アックス
- 企画協力 - ドラマデザイン社
- プロデューサー - 山本和夫、川西琢
- 制作 - ドリマックス・テレビジョン、TBS

### テーマ曲
- 主題歌 - melody.「遥花〜はるか〜」（トイズファクトリー）
- 挿入歌 - 弥生「途切れない愛のメッセージ」（エイベックス・トラックス）

### 放送日程
| 各話                                                       | 放送日  | サブタイトル     | 脚本       | 演出       | 視聴率 |
| ---------------------------------------------------------- | ------- | ---------------- | ---------- | ---------- | ------ |
| 第1話                                                      | 1月17日 | 私お母さんになる | 篠崎絵里子 | 竹村健太郎 | 10.9%  |
| 第2話                                                      | 1月24日 | 私が育てるの！   | 渡辺千穂   | 竹村健太郎 | 11.5%  |
| 第3話                                                      | 1月31日 | お友達ほしいです | 渡辺千穂   | 堀英樹     | 09.1%  |
| 第4話                                                      | 2月07日 | 私はたらきたい！ | 渡辺千穂   | 堀英樹     | 10.8%  |
| 第5話                                                      | 2月14日 | 遊んでくれないの | 荒井修子   | 塚原あゆ子 | 11.7%  |
| 第6話                                                      | 2月21日 | お父さんはどこ？ | 渡辺千穂   | 竹村健太郎 | 11.1%  |
| 第7話                                                      | 2月28日 | 結婚して下さい！ | 渡辺千穂   | 堀英樹     | 12.8%  |
| 第8話                                                      | 3月06日 | ウチにおいでよ！ | 渡辺千穂   | 塚原あゆ子 | 11.4%  |
| 第9話                                                      | 3月13日 | お母さん死ぬの？ | 渡辺千穂   | 堀英樹     | 11.9%  |
| 最終話                                                     | 3月20日 | みんなたすけて！ | 渡辺千穂   | 竹村健太郎 | 13.3%  |
| 平均視聴率 11.5%（視聴率は関東地区・ビデオリサーチ社調べ） |         |                  |            |            |        |

### ドラマDVD
- 出演：香里奈、平岡祐太、岸本加世子、他
- 形式：Color、Widescreen
- リージョンコード：リージョン2
- 画面サイズ：1.78:1
- ディスク枚数：5
- 販売元：TCエンタテインメント
- DVD発売日：2008年6月4日
- 時間：470分
- ASIN：B0015FO8D4
- EAN：4582224462704

### 原作とテレビドラマ版との違い
- 柚子の年齢が異なる。原作では初登場時26歳、ドラマ版では23歳。
- 柚子の恋人の草介は原作では天涯孤独の設定だが、ドラマ版では草介の妹・琴音が登場する。
- 原作では柚子の両親は健在の設定(※作中で個人名は登場していない)だが、ドラマ版では父は故人の設定で登場しない。また母親に「美代子」という役名が設定されている。

### 補足
- 初回は、通常より10分拡大で23:04まで放送された。
- 第1話から第3話まで、スバルの「フォレスター」とのコラボレーションCMが放映された。香里奈と松本春姫が親子の設定のまま出演。コンセプトは「大好きな人を乗せて、どこまでも。」。CMの制作と演出をドラマのスタッフが手掛けた。
- 第5話でセガの「オシャレ魔女♥ラブandベリー」の関連グッズが登場している。
- ピアニストの川村文雄が、柚子の弟、蓮のピアノの吹き替えを行った。

| TBS系 木曜夜10時枠の連続ドラマ【本番組まで連続ドラマ枠】                              | TBS系 木曜夜10時枠の連続ドラマ【本番組まで連続ドラマ枠】                                                                                        | TBS系 木曜夜10時枠の連続ドラマ【本番組まで連続ドラマ枠】                                                                                             |
| 前番組                                                                                | 番組名 | 次番組 |
| ------------------------------------------------------------------------------------- | --- | --- |
| ジョシデカ!-女子刑事- （2007年10月18日 - 2007年12月20日）                             | だいすき!! （2008年1月17日 - 2008年3月20日） | 廃枠 |
| TBS系 木曜22:00枠                                                                     | | |
| ここがヘンだよ日本人 （2001年4月12日 - 2002年3月14日） 【この番組までバラエティ番組】 | カネボウ木曜劇場 （2002年4月11日 - 2003年3月20日） ↓ TBS木曜夜10時枠の連続ドラマ （2003年4月10日 - 2008年3月20日） 【この番組のみ連続ドラマ枠】 | 社会科ナゾ解明TVひみつのアラシちゃん! ↓ ひみつのアラシちゃん! ↓ ひみつの嵐ちゃん! （2008年4月10日 - 2013年3月21日） 【この番組からバラエティに変更】 |
| TBS系 連続ドラマ枠                                                                    | | |
| ジョシデカ!-女子刑事- （2007年10月18日 - 2007年12月20日）                             | だいすき!! （2008年1月17日 - 2008年3月20日） 【ここまで木曜22時枠】                                                                             | ROOKIES (2008年4月19日 - 2008年7月26日） 【ここから土曜20時枠】                                                                                      |